# Kirył Maskiewicz
Kirył Andrejewicz Maskiewicz (biał. Кірыл Андрэевіч Маскевіч; ur. 6 marca 1998) – białoruski zapaśnik walczący w stylu klasycznym. Olimpijczyk z Tokio 2020, gdzie zajął piętnaste miejsce w kategorii 87 kg. Wicemistrz świata w 2021 roku. 
Srebrny medalista mistrzostw Europy w 2021; brązowy w 2024 i 2025. Wygrał indywidualny Puchar Świata w 2020. 
Trzeci na MŚ U-23 w 2019 i na ME juniorów w 2018 roku.